# محمد عماد الدين الخامس
السلطان محمد عماد الدين الخامس (1884-1920)، ابن إبراهيم نور الدين وبودوغالوج ديدي من ماتشانجووالهي غاندوفارو، وكذلك الأخ غير الشقيق الأصغر لمحمد شمس الدين الثالث، كان سلطان من جزر المالديف من عام 1892 إلى عام 1893 لمدة خمسة أشهر. كان عمره 8 سنوات عندما أصبح السلطان بعد وفاة أبيه السلطان إبراهيم نور الدين. على الرغم من وجود أخيه غير الشقيق الذي يكبره سنا، عماد الدين الخامس، عين السلطان بمرسوم من مجلس الوزراء (Raskan-hingaa مجلس الشورى) برئاسة إبراهيم ديدي شقيق الراحل سلطان نور الدين. في هذه الأثناء، تم تقديم احتجاج قوي إلى حاكم سيلان في كولمبو عن طريق محمد ديدي، شقيق كاكاغي دون غوما إحدى زوجات السلطان نور الدين، حيث سلطت الضوء على أن قانون الخلافة في جزر المالديف التي دعمت البكورة الباطنية قد انتهك وأن الابن الأكبر هو محمد شمس الدين (ثم كاكاج دوشي مانيبولهو) الذي كان في الرابعة عشر من عمره، وبالتالي الابن البكر للسلطان الراحل ينبغي أن يكون الوريث الشرعي للعرش. بعد خمسة أشهر تم عزل عماد الدين من قبل محمد شمس الدين الثالث كسلطان لجزر المالديف. توفي خلال عهد شقيقه.
| سبقه إبراهيم نور الدين | سلاطين المالديف 1892 1893 | تبعه محمد شمس الدين الثالث |